# Гопчиця (заказник)
Го́пчиця — ландшафтний заказник місцевого значення.
Розташований на території Морозівської та Новофастівської сільських рад Погребищенського району Вінницької області. Оголошений, відповідно до Рішення облвиконкому № 263 від 25.10.1990 р.
Охороняється Каскад ставків загальною площею 80 га з великою кількістю водоплавної птиці та двома лісовими масивами, де зростають цінні види лікарських рослин.
За фізико-географічним районуванням України ця територія належить до Самгородсьхо-Липовецького району Північної області Придніпровської височини Дністровсько-Дніпровської лісостепової провінції Лісостепової зони. Характерною для цієї ділянки є сильно розчленована лесова рівнина з чорноземними ґрунтами й грабовими дібровами. З геоморфологічної точки зору описувана територія є підвищеною хвилястою денудаційною рівниною.
Клімат території є помірно континентальним. Для нього характерне тривале, нежарке літо, і порівняно недовга, м'яка зима. Середня температура січня становить -6,5 °C, липня +19°…+18,5 °C. Річна кількість опадів складає 550—525 мм.
За геоботанічним районуванням України ця територія належить до Європейської широколистяної області, Подільсько-Бесарабської провінції, Вінницького (Центральноподільського) округу.
Територія заказника є мальовничим ландшафтом із каскадом ставків, штучно створених на р. Самець, схили якої засаджені протиерозійними насадженнями, позаяк для припинення ерозійних процесів на орних землях тут передбачено комплекс протиерозійних заходів.
Між ставками в рослинному покриві переважають угрупування високотравних — рогозу широколистого й очерету. У комплексі з ними зустрічаються осокові угрупування з осоки стрункої й омської, а також угрупування аїру. Долиною розкидані кущі верби попелястої, біля країв — дерева вільхи. Флора болота є типовою для високотравних боліт Лісостепу — тут трапляються: комиш лісовий, плакун верболистий, вербозілля звичайне, чистець болотяний та інші види.
Добра кормова база та наявність болотистих ділянок створює ідеальні умови для водних і приводних видів птахів. Найпоширенішими тут є болотна курочка, кряква звичайна, чаплі — сіра, біла і руда. Зі ссавців тут водиться ондатра, видра, заєць, лисиця.
Іхтіофауна представлена карасем, коропом, лином.
Таким чином, заказник Гопчиця становить цінність і науковий інтерес як ділянка типових болотних угрупувань лісостепу, що має протиерозійне значення і багата на мисливську фауну та цінні види лікарських рослин.